# BLØF
BLØF (uitspraak: 'bluf') is een Nederlandse poprockband, afkomstig uit Zeeland. De groep heeft een Nederlandstalig repertoire.

## Geschiedenis

### 1992-2000
BLØF werd opgericht in 1992. In de eerste jaren speelden ze als coverband. Het eerste album met eigen nummers, Naakt onder de hemel, werd in eigen beheer bij VIA Records in Hilversum uitgebracht. In 1998 werd BLØF bekend bij het grote publiek met de single Liefs uit Londen, waarna de populariteit van de band sterk steeg. De single kwam van het tweede album Helder. Na het succes van Liefs uit Londen werden live-versies van Aan de kust en Wat zou je doen van het debuutalbum ook hits. Het derde album Boven bracht de hit Harder dan ik hebben kan. Niets dan dit en Zaterdag werden ook uitgebracht op single, maar werden minder grote hits. Zaterdag was wel elke zaterdagmorgen te horen als opener van het Radio 2-programma Cappuccino, en werd speciaal voor dit programma in 2013 herschreven. Sinds 2008 is Zaterdag het tweede nummer van het radioprogramma Klaarwakker! op RTV Favoriet. Het vierde album Watermakers werd voorafgegaan door de hit Dansen aan zee. Ook Hier en Ze is er niet werden hits.

### 2001-2010
In 2001 overleed drummer Chris Götte na een verkeersongeluk. In Norman Bonink vond de band een nieuwe drummer. Bonink speelde eerder in de Frank Boeijen Groep.
Na de dood van Götte bracht de band het album Blauwe ruis uit; Dichterbij dan ooit was de eerste single die van het album werd getrokken. De single had veel succes, in tegenstelling tot het titelnummer Blauwe ruis dat daarna werd uitgebracht. De derde single Mooie dag bereikte ook het grote Nederlandse publiek. De clip hiervoor werd opgenomen in het Zuid-Spaanse Almería en gemaakt door Chiem van Houweninge jr., Rick Arnold en Peterjan van der Burgh. In veel clips van het album Blauwe ruis werd gebruikgemaakt van de digitale nabewerkingen van multimediakunstenaar Eboman.
Het volgende album was Omarm. Dit album was het eerste Nederlandse album dat als Super audio compact disc werd uitgebracht. De gelijknamige single Omarm en onder meer de singles Hart tegen hart, Dat wij dat zijn en Barcelona werden hits.
In 2004 scoorde BLØF een grote hit met een Nederlands/Engelse bewerking van het nummer Holiday in Spain van de Counting Crows. Het nummer werd samen met de Counting Crows opgenomen en bereikte de nummer 1-positie in alle Nederlandse hitlijsten.
In 2006 bracht de groep het album Umoja uit, met daarop dertien nummers uit dertien verschillende landen die in samenwerking met lokale artiesten waren opgenomen. De singles Aanzoek zonder ringen (een nummer 1-hit), Hemingway, Mens, Een manier om thuis te komen en Donker hart kregen een hitnotering. Op 5 juni 2006 stond de band op Pinkpop.
Op 30 juni 2006 organiseerde de band het eerste Zeeuwse popfestival Concert at Sea aan de dam. Dit festival werd herhaald, de band hield op 30 juni 2007 weer een eigen festival op de Brouwersdam. Hier traden naast BLØF ook Trijntje Oosterhuis, De Dijk en Van Velzen op. Ook in 2008 werd het festival gehouden.
Op 9 september 2006 gaf BLØF in Spaarnwoude zijn duizendste concert.
Eind 2006 gaven de leden van BLØF hun fans de mogelijkheid om gratis een extra album via internet te downloaden. Het album, met de titel BLØF XXS, was alleen te downloaden door diegenen die het laatste album, Umoja, legaal hadden gekocht.
De band hield in het voorjaar van 2007 een voorjaarstournee, met onder andere optredens in Kerkrade, Zoetermeer, Apeldoorn, Utrecht en Groningen.
Op 9 juni 2007 gaf de band voor het eerst in haar bestaan een concert in een stadion, het Philips Stadion in Eindhoven.
In april 2007 kwam de cd Platinum uit, met daarop een selectie van 51 liedjes van BLØF. De cd Platinum was eigenlijk een minder luxueuze versie van de verzamelcd's Het eind van het begin - 3 cd's die in 2004 was uitgebracht.
In september 2007 kwam een documentaire van de band in de bioscoop, getiteld Umoja Live: Een manier om thuis te komen, over de totstandkoming van het album en de concertenreeks in het Luxor. De film was de openingsfilm van het festival Film by the Sea in Vlissingen, waar het kwartet ook verscheidene malen optrad met artiesten uit het Umoja-project.
In oktober 2007 kwam de single Alles is liefde uit, tevens de titelsong van de bijbehorende film. Het kwam op nummer 1 terecht in de Single Top 100. De film won op 3 oktober 2008 twee Gouden Kalveren.
In maart 2008 gaf de groep in de Heineken Music Hall in Amsterdam drie concerten met de Japanse slagwerkgroep Kodō.
BLØF bracht op 3 oktober 2008 een nieuw album uit, getiteld Oktober. Gastzanger is Sam Bettens. De single Oktober kwam op 27 september dat jaar binnen op de eerste plaats van de Single Top 100. BLØF scoorde hiermee zijn vierde nummer 1-hit. Een halfjaar later kwam het tweede deel van de zogenoemde Pickering Sessies uit; het album April. Dit album haalde direct de eerste plaats in de Album Top 100. Beide albums zijn in de Ierse hoofdstad Dublin opgenomen in het Pickering House, een studio annex woonhuis. Alle nummers zijn live en zonder overdubs opgenomen.

### 2011-heden
Op 25 februari 2011 kwam het album Alles blijft anders uit, een rockalbum. De eerste single van het album, Wijd open, kwam eind 2010 uit. Dit was tevens het themanummer van Serious Request 2010.
In 2012 vierde de band zijn 20-jarig bestaan met een verzamelalbum (Hier - Het beste van 20 jaar BLØF) en een bijbehorende bandbiografie, geschreven door de Zeeuwse journalist Ernst Jan Rozendaal. De singles Later als ik groter ben en Zo stil waren allebei nieuwe nummers en werden hits.
Op 28 oktober 2012 ontving de band de Radio 2 Mijlpaalprijs. Deze oeuvreprijs werd voor het eerst uitgereikt en gaat voortaan naar een band, zanger of zangeres die dat jaar een mijlpaal bereikt. BLØF kreeg de prijs voor het 20-jarig bestaan. Kort hierop speelde de band voor de eerste keer in de Amsterdamse Ziggo Dome, die vlak daarvoor officieel geopend was.
In februari 2014 verscheen het elfde studioalbum van de band, In het midden van alles. Het album werd geproduceerd door JB Meijers en er verschenen drie singles, te weten Spijt heb je morgen maar, Klaar voor en Open je ogen, een duet met zangeres Ilse DeLange.
Ondertussen wordt BLØFs eigen festival, Concert at Sea, steeds populairder. Het festival wordt elke zomer gehouden op de Brouwersdam, tussen Zeeland en de Zuid-Hollandse eilanden. In 2015 was Concert at Sea toe aan zijn tiende editie. Het was mede door de Amerikaanse rocker Lenny Kravitz al lang op voorhand uitverkocht.
In het voorjaar van 2016 doet zanger Paskal Jakobsen een solo-tournee langs de Nederlandse theaters onder de titel Stedentrip. In dezelfde periode neemt bassist en tekstschrijver Peter Slager zijn eerste solo-album album Slik op. De plaat is helemaal zelf gespeeld en opgenomen en laat Slager vooral horen als zanger in het dialect van zijn geboortedorp Dreischor (Schouwen-Duiveland). Slik verscheen op 25 november 2016.
BLØF is dan als collectief alweer druk bezig aan de twaalfde studioplaat genaamd Aan, die in april 2017 verscheen. Op het album staat onder meer het nummer Wereld van verschil, dat werd opgenomen samen met de Zwolse rapper/hiphopper Typhoon en in maart 2017 als single werd uitgebracht. In mei 2017 verscheen de single Als je weggaat, die is opgedragen aan de in 2015 overleden The Scene-zanger Thé Lau, met wie Paskal Jakobsen goed contact had.
Van Zoutelande, een Nederlandse vertaling van het nummer Frankfurt Oder van Bosse en een nummer op het album Aan, werd in oktober 2017 een nieuwe versie uitgebracht, maar dan in duet met Geike Arnaert, die op 27 januari 2018 op nummer 1 terechtkwam in de Mega Top 50. Een week later stonden ze ook in Top 40 op nummer 1. Ook in Vlaanderen werd de single een nummer 1-hit.
Meerdere malen heeft de band de nummer 1-positie voor de meest gedraaide artiest/band in een jaar behaald op de Nederlandse radio.
In de zomer van 2018 bracht BLØF het nummer Omarm opnieuw uit, ditmaal in samenwerking met rapper Ronnie Flex.
BLØF bracht op 12 september 2024 het nummer Levenslang uit. Met een radiopremière op Radio 538. 

## Samenstelling

### Huidig

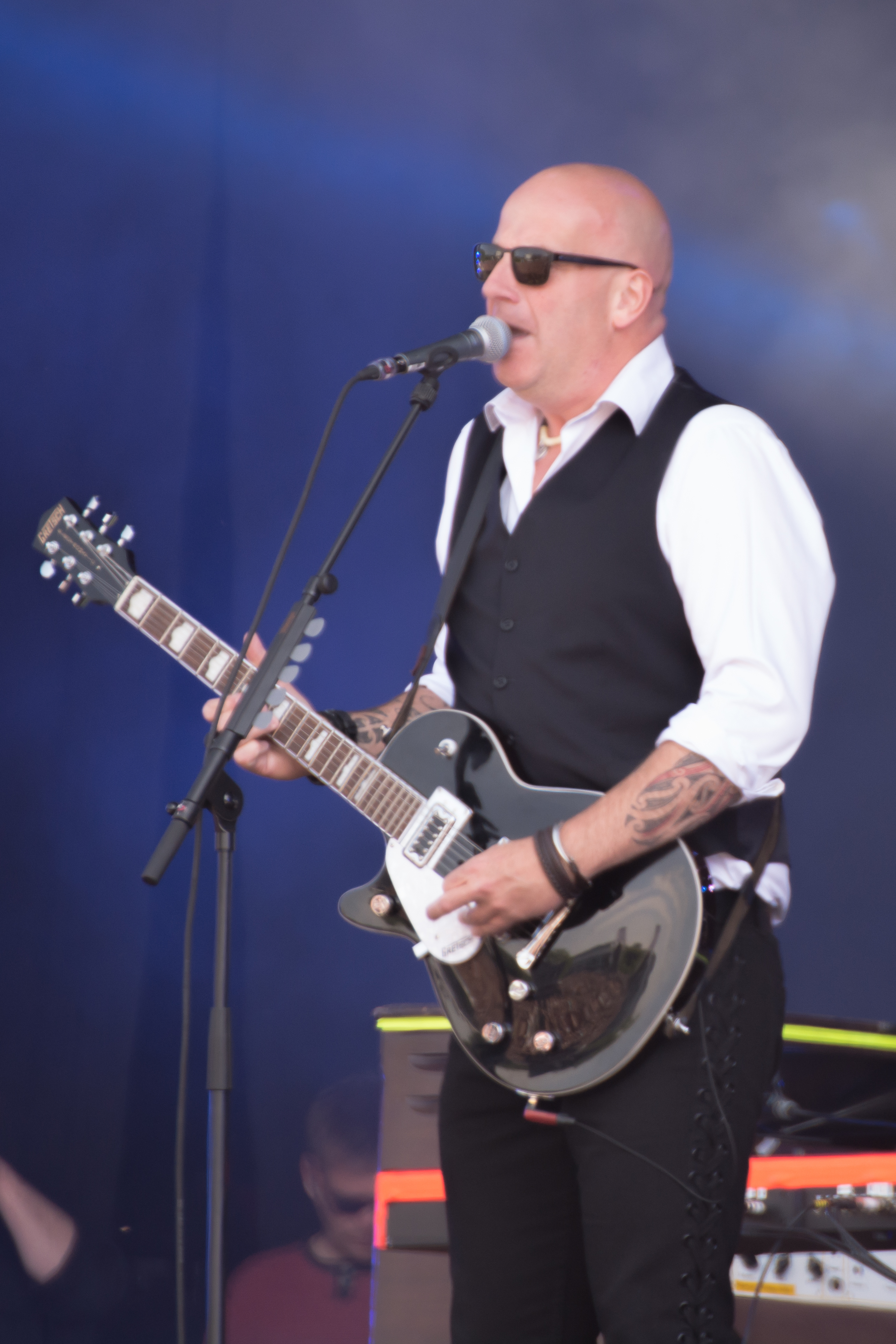
Paskal Jakobsen (zanger/gitaar)
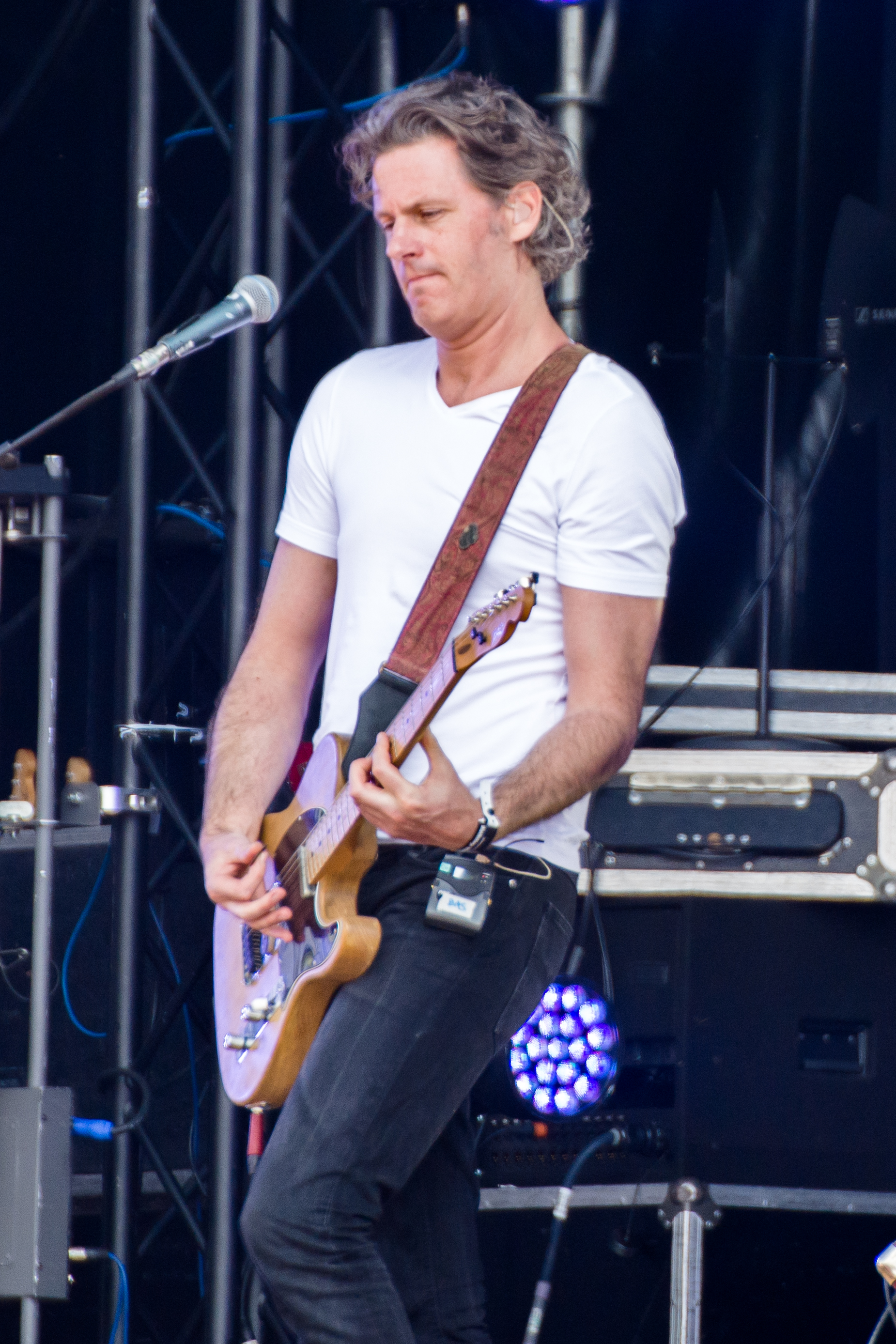
Bas Kennis (toetsen/gitaar)
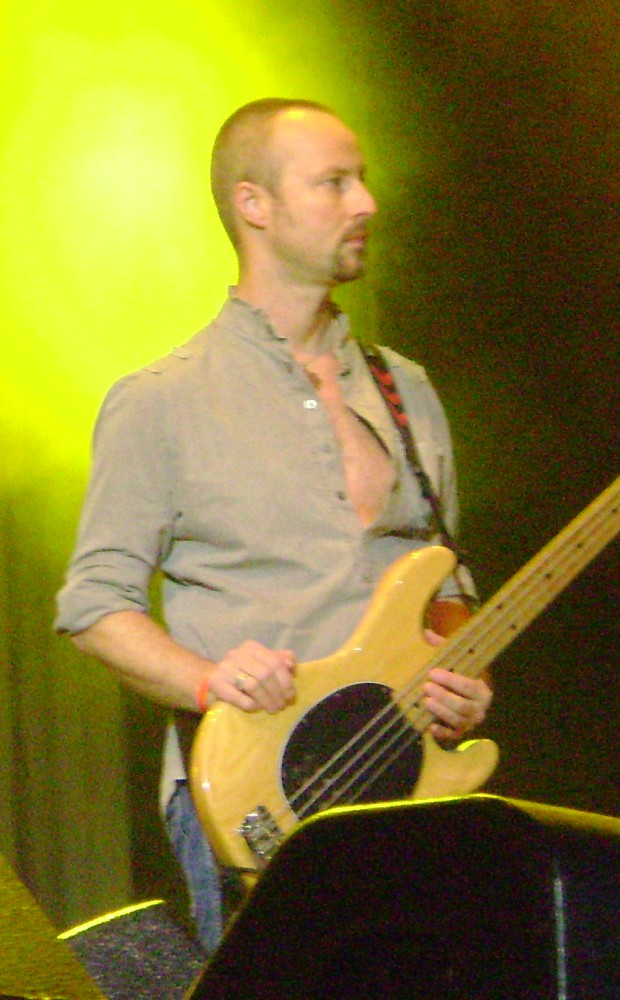
Peter Slager (bas)
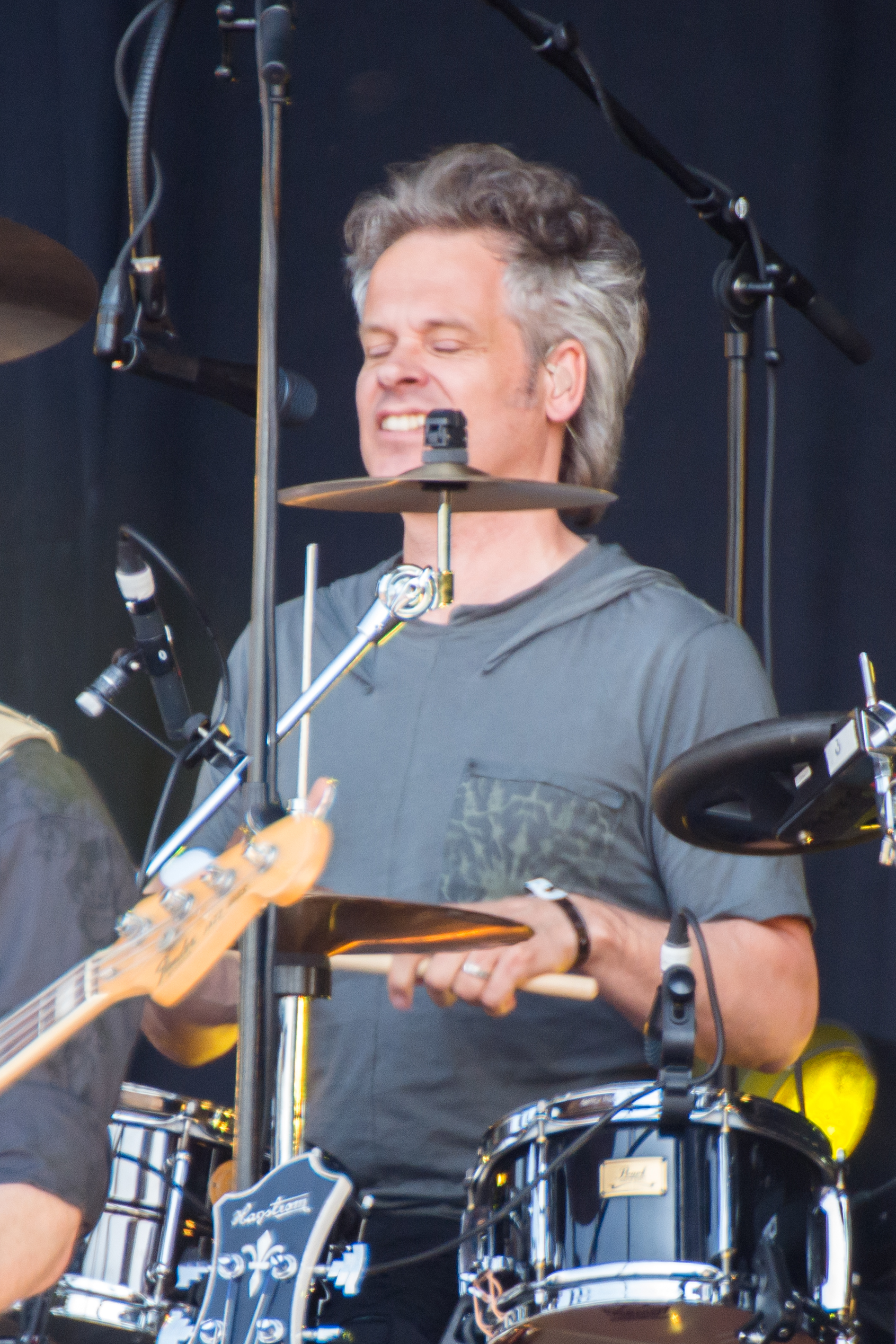
Norman Bonink (drums) (vanaf 2001)

### Voormalig
- Chris Götte (drums) (begon in 1997, overleed in 2001)
- Henk Tjoonk (drums) (tot 1997)

## Prijzen
- Aanmoedigingsprijs Provincie Zeeland – 1996
- Zilveren Harp – 1999
- Thermphos Cultuurprijs gemeente Vlissingen – 1999
- TMF Awards Beste popgroep – 2001
- Gouden Harp – 2003
- Popprijs – 2003
- Edison
  - Beste groep – 2000, 2001, 2003, 2004 & 2009
  - Beste album (Omarm) – 2003
  - Beste single (Holiday in Spain) – 2005
  - Oeuvreprijs – 2014
- 3FM Awards
  - Beste band – 2006 & 2007
  - Beste artiest pop – 2007 & 2011
  - Beste album (Umoja) – 2007
  - Beste zanger (Paskal Jakobsen) – 2007
- Radio 2 Mijlpaal Prijs – 2012
- 100% NL Award
  - Artiest van het jaar – 2012
  - Oeuvre Award – 2013